# بينوا بيبي
بينوا بيبي (بالفرنسية: Benoît Baby)‏ هو لاعب اتحاد الرغبي فرنسي، ولد في 7 سبتمبر 1983 في Lavelanet ‏ في فرنسا.

## وصلات خارجية
- بينوا بيبي عل موقع إسبنسكروم (الإنجليزية)
- بينوا بيبي على موقع ItsRugby.co.uk (الإنجليزية)